# Васс (Північна Кароліна)
Васс (англ. Vass) — місто (англ. town) в США, в окрузі Мур штату Північна Кароліна. Населення — 952 особи (2020).

## Географія
Васс розташований за координатами 35°15′14″ пн. ш. 79°17′5″ зх. д. / 35.25389° пн. ш. 79.28472° зх. д. (35.253875, -79.284645).  За даними Бюро перепису населення США в 2010 році місто мало площу 8,55 км², з яких 8,49 км² — суходіл та 0,06 км² — водойми.

## Демографія
Згідно з переписом 2010 року, у місті мешкало 720 осіб у 303 домогосподарствах у складі 201 родини. Густота населення становила 84 особи/км².  Було 348 помешкань (41/км²).
Расовий склад населення:
| - 79,6 % — білих - 13,1 % — чорних або афроамериканців - 2,6 % — корінних американців - 0,1 % — вихідців з тихоокеанських островів - 3,1 % — осіб інших рас |

До двох чи більше рас належало 1,5 %. Частка іспаномовних становила 9,6 % від усіх жителів.
За віковим діапазоном населення розподілялося таким чином: 23,2 % — особи молодші 18 років, 59,9 % — особи у віці 18—64 років, 16,9 % — особи у віці 65 років та старші. Медіана віку мешканця становила 41,1 року. На 100 осіб жіночої статі у місті припадало 91,5 чоловіків;  на 100 жінок у віці від 18 років та старших — 91,3 чоловіків також старших 18 років.
Середній дохід на одне домашнє господарство  становив 39 413 долари США (медіана — 26 354), а середній дохід на одну сім'ю — 54 915 доларів (медіана — 38 750). Медіана доходів становила 35 833 долари для чоловіків та 27 321 долар для жінок. За межею бідності перебувало 15,7 % осіб, у тому числі 16,5 % дітей у віці до 18 років та 14,7 % осіб у віці 65 років та старших.
Цивільне працевлаштоване населення становило 219 осіб. Основні галузі зайнятості: освіта, охорона здоров'я та соціальна допомога — 21,5 %, будівництво — 19,2 %, науковці, спеціалісти, менеджери — 11,0 %, роздрібна торгівля — 9,6 %.